# Antarctische smele
Antarctische smele (Deschampsia antarctica) is een van de twee soorten van bloemplanten die oorspronkelijk voorkomen op Antarctica. De andere is Antarctisch parelmoerkruid (Colobanthus quitensis).
Het is een taaie grassoort die vooral groeit op de Zuidelijke Orkneyeilanden, Zuidelijke Shetlandeilanden en de westkust van het Antarctisch Schiereiland en daar in grote pollen de grond kan bedekken.
De plant is in opmars op het Antarctisch Schiereiland en koloniseert door de geleidelijke opwarming van de Aarde de grond die ijsvrij geworden is. Dit zijn vaak gronden met een aanzienlijk zoutgehalte doordat zij besproeid worden door de nabije branding op de kust. Onderzoek heeft aangetoond dat D. antarctica een matig zoutgehalte tolereert en ook een aanzienlijk gehalte aan vrij proline vertoont, wat waarschijnlijk een reactie is op de omstandigheden waaronder de plant in staat is nog te gedijen.
... · 
D. antarctica (Antarctische smele) · 
D. cespitosa (ruwe smele) · 
D. flexuosa (bochtige smele) · 
D. setacea (moerassmele) · 
...